# 曉角話劇研進社
曉角話劇研進社（或稱曉角劇社），是澳門一個話劇藝術團體，於1975年籌組創立，1999年更自置小劇場曉角實驗室。該劇社在澳門室外的環境劇場（Environmental Theatre）開拓了先河。
“曉角”為魯迅先生所用的最後一個筆名，原指行軍時用以呼召袍澤之號角。曉角劇社為一個獨立之戲劇藝術團體，1975年由李宇樑、余明生創立。由創社至今，演出劇目逾二百個，蓋涵不同的劇種，當中大部分為原創劇本。較具代表性及引起討論的作品有《虛名鎮》、《來客》、《原野》、《玻璃人》、《裁決》、《等靈》、《車站》、《馬》、《羅生門》、《砂丘之女》、《慾望號農莊》、《人間世》、《蝶衣》、《天龍八部之喬峰》、《男兒當自強》、《沙膽大娘》、《地獄變》、《二月廿九》、《青蛇》、《少年十五二十時》、《伊狄帕斯王》、《我若為王》、《種子島‧海》、《麥克白Vs麥克白》、《蘭陵王》、《水滸英雄之某甲某乙》、《上帝說，有光便有了光》、《三個朋友》、《捕風中年》、《滅諦》、《七十三家半房客之澳門奇談》、《末代貴妃》、《世界末日到了嗎?》、《通知書》、《金光大道之 On Fire S.H.E. 》等。
為推展本澳劇運，曉角常邀請不同的外地劇團來澳作交流演出，包括香港的中英劇團、無人地帶、進劇場、第四線劇社、 廿豆.盒子畫、赤犢劇團、青蛙島、嗰個劇社、無言天地、卓劇場; 內地的上海戲劇學院、杭州錢塘戲劇研究社；新加坡的本土一派；澳洲的聾劇團、哥斯達尼加的腦發燒舞蹈劇場等 , 而自86年開始參與香港戲劇匯演，及每年參加澳門戲劇匯演，皆獲得優異成績。
曉角曾受邀到多個國家及城市演出，包括: 香港、廣州、杭州、上海、深圳、台北、新加坡、葡國的科英布拉、里斯本、依斯達麗亞、亞瑪達等。
曉角除演出外，更大力以多元的方向推廣戲劇藝術，包括舉辦導演、演員訓練班、劇場活動統籌工作坊、座談會、更曾派出成員遠赴葡國參加專業劇團之戲劇課程、 資助成員就讀本澳及海外戲劇課程等；83至85年間，先後為澳門電台製作廣播劇“曉角劇場”，三年間集數累積達一千二百集。並於期間發行多期戲劇月刊 「劇藝廊」。2009年二月出版了永久名譽藝術總監李宇樑的新書《紅顏滅諦—李宇樑長劇選》。

##### 品牌項目
【曉角劇場演員培訓計劃】旨在培養澳門劇壇新力軍，澳門曉角話劇研進社在2019年開辦第一期「曉角劇場演員培訓計劃」，透過劇場遊戲、戲劇理論、劇本分析及表演技巧、綜合劇場技術及管理等系列課程，讓學員全面地了解劇場的運作與管理，藉此為本澳培養更多戲劇藝術方面的人才，壯大本澳劇場界的實力。

【曉角LongRun劇場】曉角希望再走前一步，思考劇場人如何減少甚至離開政府資助,透過製作而自給自足,增加自主力及自由度,成為澳門劇場生態。2013年決定以擁有小劇場的資源之優勢,開始計劃以較長的時間演出同一劇目,亦即是外國所説的 Long Run(長演期演出),從而試驗性地衍生出一個提供藝術工作的環境。起步時的構思是選擇一個富話題性,容易吸引普遍觀眾的劇本,邀請專業演員及導演,以嚴謹的排練,作精采演出,為澳門小劇場創造一持續發展空間,永續經營,讓更多戲劇人材加入,開發更多創作意念。同時,為澳門建立具特色的小劇場文化打下良好基礎。

##### 演出及活動空間
【曉角實驗室】是曉角自置之工廠小劇場，於1999年十一月投入運作，成為本澳民辦的首間小劇場。小劇場面積二千多呎，可容納觀眾八十人，為本澳藝術團體提供一個另類演出及排練場地。至2013年為止，上演劇目已逾百個。
地址: 漁翁街82號南豐工業大廈第一期12樓Ａ

【曉角藝術中心】是曉角在2014年大力發展的最新目標，希望能創造一個靈活的創作及演藝磨鍊空間，為澳門劇場藝術提供更多的發展助力和可能性，首個合作伙伴是「詩篇舞集」。
地址: 澳門提督馬路合和工業大廈3樓A座(2014-2025), 澳門宋玉生廣場東南亞商業中心5樓ABC(2025起)

##### 演出（2025-2029）
| 年份 | 演出項目                  | 演出地點           | 主創人員                                                                                            |
| ---- | ------------------------- | ------------------ | --------------------------------------------------------------------------------------------------- |
| 2025 | 曉角年度公演 《大橋道理》 | 澳門文化中心小劇院 | 導演：許國權 演員：吳嘉偉、陳雅雯、劉業健、歐陽月珊、王詩琳、陳志鋒、鄭儉倫、林子毅、呂婷婷、高展聰 |

##### 演出（2020-2024）
| 年份 | 演出項目                                                          | 演出地點                 | 主創人員 |
| ---- | ----------------------------------------------------------------- | ------------------------ | --- |
| 2024 | 為戲而生演出及演員培養計劃 - 入門班展演《明天我們空中再見》       | 曉角實驗室               | 表演導師、演出製作：黃栢豪、莫家豪 導演：莫家豪 特邀演出：蔡澤民，劉雅莉 演出學員：杜凱欣、楊名慧、戴啟倫、林子毅、莫嘉銘、李淑雯、王詩琳、黃嘉雯 |
| 2024 | 《盲》- 奇點 . 未來 – 表演藝術新形態探索計劃                      | 曉角實驗室               | 劇場導演、改編、佈景設計：大鳥 影像導演：孔慶輝 演員：吳嘉偉、唐樂臨、黎乃鏗、陳智斌、黃嘉麗 |
| 2024 | 《二月廿九》巡演（澳門站）                                        | 澳門文化中心小劇院       | 導演、編劇：李宇樑 主演：源汶儀 |
| 2024 | 曉角Longrun劇場系列 — 律政參與式劇場《裁決》                      | 澳門文化中心小劇院       | 行政總監：盧耀華 藝術總監：許國權 監製：楊彬 導演：禾禾止 主演：楊螢映、莫家豪、蔡澤民（香港）、霍嘉珩 |
| 2024 | 為戲而生演出及演員培養計劃 戲劇三級 課堂呈現《安蒂岡妮》選段      | 曉角實驗室               | 表演指導：莫家豪、陳巧蓉 演員：陳子瑩、陳景成、周凱倫、陳小芳、廖嘉裕、曾美莉、麥啓斌、劉嘉軒、林偉儀、黃海文 |
| 2023 | 曉角年度公演《捉迷藏》                                            | 澳門文化中心小劇院       | 編、導：李宇樑 主演：梁翠珊（香港）、梁建婷、蔡玉婷、許嘉潤、Gros Oiseau |
| 2023 | 第27節BeSeTo戲劇節《捉迷藏》                                      | 深圳萬象天地劇場         | 編導：李宇樑 演員：梁翠珊（香港）、梁建婷、蔡玉婷、許家潤、Gros Oiseau |
| 2023 | 為戲而生演出及演員培養計劃 戲劇三級 課堂呈現《第十二夜》選段      | 曉角實驗室               | 表演指導：黃栢豪、楊彬 服裝設計指導：龔嘉敏 現場演奏：廖嘉裕 演員：陳子瑩、陳景成、廖嘉裕、陳小芳、麥啓斌、周凱倫、黃海文、劉嘉軒、林偉儀 |
| 2023 | 第三屆珠海藝術節《二月廿九》                                      | 日月貝珠海大劇院的音樂廳 | 編劇：李宇樑 主演：源汶儀 |
| 2023 | 為戲而生演出及演員培養計劃 戲劇三級 實習演出《All in the Timing》 | 曉角實驗室               | 改編、翻譯、執導：曾韋迪、黃栢豪 監製：楊彬、方茜 演員：曾美莉、黃海文、陳景成、麥啓斌、林偉儀、周凱倫、廖嘉裕、陳小芳 |
| 2023 | 《最後一個人類的回憶錄》── “想像未來‧AI世代”計劃                  | 文化中心小劇院           | 編劇：鄒景峰、沓靖、李偉榮、莫敬鋒 導演：Gros Oiseau、梁楷佳 演員：吳嘉偉、鄭儉倫、陳雅雯、曾韋廸、鄺振業、伍淑華、唐樂臨、梁倩慧、曾美莉、廖嘉裕、杜凱欣 、陳景灝 |
| 2023 | 「棱鏡萬花」創作呈現 - 「為戲而生」戲劇三級                       | 曉角實驗室               | 藝術總監、項目主任：許國權 課堂設計、表演及創作導師：黃栢豪、莫家豪 課堂設計、監製：楊彬 演出及幕後團隊：陳子瑩、陳景成、廖嘉裕、麥啓斌、周凱倫、黃海文、呂婷婷、劉嘉軒、林偉儀 |
| 2023 | 中國澳門溫情輕喜劇《二月廿九》                                    | 深圳濱海藝術中心         | 編劇：李宇樑 導演：李宇樑 主演：源汶儀 聲演：許國權 監制：楊彬 |
| 2023 | 「奇點 . 未來 – 表演藝術新形態探索計劃」-VR 《完美.記憶拍賣會》   | 曉角實驗室               | 10名現場觀眾 |
| 2023 | 曉角年度公演《松樹尾》                                            | 澳門文化中心小劇院       | 編、導：吳嘉偉 行政總監：盧耀華 藝術總監：許國權 監製：楊彬 演員：源汶儀、劉婉薇、王智豪、蔡玉婷、吳嘉偉、陳詩頴、林麗珊、劉業健 、陳雅雯、陳子瑩、黃浩楠、杜凱欣、陳洛奇、陳惠美、司徒尉樺 |
| 2023 | 百老匯經典劇目 《童謠無忌 The Children’s Hour》                   | 澳門舊法院大樓黑盒劇場   | 導演：黃栢豪 藝術指導：李國威 演員：陳子瑩 黃海文 廖嘉裕 林偉儀 王桂敏 吳宇瑱 陳嘉瑤 劉怡君 梁慧婷 周曉冰 梁嘉欣 |
| 2023 | 暗黑喜劇 驚慄童話《枕頭人 Pillowman》                             | 澳門文化中心小劇院       | 導演：李國威 行政總監：盧耀華 藝術總監：許國權 監製：楊彬 演員：梁展鴻、歐陽仲豪Dee、楊彬、吳嘉偉、馬思霖、Annette Ng、陳洛奇 |
| 2022 | 「為戲而生演出及演員培養計劃」戲劇二級實習演出《瑣事》            | 曉角實驗室               | 編劇：Susan Glaspell 導演：莫家豪 藝術總監、課程主任及指導：許國權 表演導師：黃栢豪、莫家豪 行政導師及監製：楊彬 演員： A cast：劉雅莉、周凱倫、陳景成、鄭湋峰、黃海文 B cast：林偉儀、方婉妮、陳景成、鄭湋峰、黃海文 |
| 2022 | 荒誕喜劇【水滸英雄之某甲某乙 】                                   | 金沙劇場                 | 原著：施耐庵 編劇：李宇樑 導演：許國權、黃樹輝 演員：吳嘉偉、李芯怡、袁一豪、何錦輝、龔嘉敏、梁展鴻、林子欣 中西樂現場演奏：黎如琪、龔嘉敏、吳嘉偉 |
| 2022 | 「為戲而生演出及演員培養計劃」戲劇一級實習演出《求證》            | 曉角實驗室               | 編劇：David Auburn 表演導師及導演：黃栢豪、莫家豪 行政導師及監製：楊彬 演員：A cast：黃樹輝 *、王桂敏、潘子豪、張嘉詠、孫盧利時、 黃麗螢、陳景成、陳子瑩、方婉妮、曾美莉、廖嘉裕、何法容、麥啟斌、林子欣 B cast：曾韋迪 *、周凱倫、劉嘉軒、呂婷婷、林偉儀、劉雅莉、鄭湋峰、吳宇瑱、歐陽月珊、陳小芳、李健添、黃海文、陳嘉瑤、張頴嵐 |
| 2022 | 曉角年度公演《東西》                                              | 澳門文化中心小劇院       | 導演及編劇：許國權 監製：楊彬、陳詩琪 演員：劉婉薇、蔡玉婷、源汶儀、關妙姬、淡如、梁翠瑜、陳詩頴、 陳雅雯、潘凱菱、程月寶、倫小慧、鄭麗貞、何少媚、馮瑞芳、李潔 瑩、鄭秀君 |
| 2022 | 曉角LongRun劇場《明年此时》                                       | 澳門文化中心小劇院       | 劇作家：Bernard Slade 導演及劇本改編：莫家豪 監製：楊彬 燈光設計：林俊熠 演員 ：黃栢豪、梁建婷 |
| 2021 | 曉角磨劍計劃《水滸英雄之某甲某乙》                                | 曉角實驗室               | 原著：施耐庵 編劇：李宇樑 導演：許國權、黃樹輝 演員：吳嘉偉、李芯怡、袁一豪、何錦輝、龔嘉敏、梁展鴻、林子欣 |
| 2021 | 「想像未來·AI世代」之「科幻文學」Ｘ「劇場創作及演出」計劃         | 南灣雅文湖畔，M軸空間    | 黃承發「人工智能應用於機械人的科技發展趨勢」 薛高「文藝復興的科藝與神秘學」 李爾 「書寫科幻，想像未來」 大鳥 「有了AI , 還要不要演員？」 |
| 2021 | 澳門元老級劇團大獎佳作·溫情輕喜劇《二月廿九》                     | 辰美嘿皮匣子大劇院       | 編劇：李宇樑 主演：源汶儀 |
| 2021 | 曉角 Longrun 劇場《真的戀狗了》                                   | 澳門文化中心小劇院       | 編劇：艾肯尼 導演及改編：黃樹輝 演員：李俊傑、吳嘉偉、李芯怡、黃嘉麗 |
| 2021 | 「為戲而生演出及演員培養計劃」 第二期結業演出《亮相》             | 曉角實驗室               | 表演導師：黃栢豪、莫家豪 技術導師：林俊熠 統籌：楊彬 A班演員： 張嘉詠 、廖嘉裕 、陳景成 、梁家茵、王桂敏、陳詩樂、黃麗螢 、何法容 、Eva、方婉妮 、曾美莉 、麥啟斌、陳子瑩 、陳仲南 、何煒彤、小芳 B班演員： 潘子豪、張曉怡、陳嘉瑤 、江佩貞、黃海文、周凱倫、吳宇瑱 、林偉儀、張頴嵐 、林兆茵 、李健添、黃詠霖 、劉詠賢             |
| 2021 | 《樓住澳門人之通關24》                                            | 澳門文化中心小劇院       | 編、導：許國權 監製：楊彬 副導演：吳嘉偉 聯合舞台設計：許國權、黃樹輝、曾穎慧(馬來西亞) 演員：劉宇亨、劉婉薇、陳雅雯、蔡玉婷、歐陽月珊、Ambrosio Souza、 陳詩頴、 鄭儉倫、源汶儀、程月寶、金妤、高菁、黎乃鏗、黃嘉欣、呂婷婷、潘凱菱、 高展聰、劉業健、林子欣、吳嘉偉、楊彬                                                         |
| 2020 | 「為戲而生演出及演員培養計劃」                                    | 曉角實驗室               | 導師：黃栢豪、莫家豪 |
| 2020 | 《水滸英雄之某甲某乙》                                            | 曉角實驗室               | 導演：許國權 監製：楊彬 燈光設計：林俊熠 戲曲身段指導：袁一豪 戲曲鑼鼓指導：鄧子健 演員：吳嘉偉、李芯怡、袁一豪、何錦輝、龔嘉敏、梁展鴻、劉宇亨 |
| 2020 | 曉角LongRun劇場《明年此时》                                       | 澳門文化中心小劇院       | 編劇：Bernard Slade 導演：莫家豪 監製：楊彬 舞台及服裝設計：曾穎慧 燈光設計：林俊熠 演員 ：黃栢豪、梁建婷 |
| 2020 | 曉角劇場演員培訓計劃《亮相》                                      | 曉角實驗室               | 表演導師：黃栢豪、莫家豪 技術導師：林俊熠 演員：梁展鴻、黃曉晴、呂婷婷、馬啟聰、陳榮森、余佩欣、戴倩雯、孫盧利時、區樂遙、 羅思銘、梁嘉琪、戴倩明、張立堅、蔣麗瑩、馬思霖、楊廣培 |

那

##### 演出（2015-2019）
| 年份 | 演出項目 | 演出地點           | 主創人員 |
| ---- | --- | ------------------ | --- |
| 2019 | 曉角LongRun劇場《山羊》 *美國荒謬劇大師 Edward Albee創作 | 曉角實驗室         | 編劇：愛德華·阿爾比 導演：黃樹輝 監製：楊彬 舞台及服裝設計：盧嘉穎 燈光設計：杜國康 演員：陳飛歷、黃栢豪、楊螢映、袁一豪 |
| 2019 | 第六屆葡語國家話劇 《祝福》 | 南灣舊法院黑盒劇場 | 小說原著：魯迅 劇本規劃及編整：莫家豪、梁樂瑤 課程導師及創作指導：莫家豪 製作助理：梁樂瑤 服裝設計：陳家彥 音樂設計：Earl Diamantino Da Silva Cunha Granatin 燈光設計：莫家豪 平面設計：梁樂瑤 演員：呂曉儀、黎乃鏗、陳子瑩、蔣雪婷、劉心妍、劉業健、黃振豐、伍委玲 |
| 2019 | 澳門基金會市民專場音樂劇《北緯22°咖啡店》 | 南灣舊法院黑盒劇場 | 聯合製作：曉角話劇研進社、兄弟班藝術會 監製：楊彬 編導：吳嘉偉 音樂總監及設計：陳蔚風 作曲：羅家偉(台灣)、戴源宏 (台灣、黃煒婷(台灣)、張芸菁 (台灣)、陳蔚風 填詞：吳嘉偉、李偉榮 佈景及服裝設計：曾穎慧 (馬來西亞) 音響設計：溫詩樂 燈光設計：陳嘉儀 編舞：梁奕琪 歌唱指導：范金怡 演員：梁展鴻、李芯怡、源汶儀、蔡玉婷、蔣麗瑩、何浩斐、劉雅雯、黎乃鏗、陳志鋒                                                                                  |
| 2019 | 曉角劇場演員培訓計劃 《祝福》 | 曉角實驗室         | 小說原著：魯迅 改編：集體創作 劇本規劃及編整：莫家豪、梁樂瑤 課程導師及創作指導：莫家豪 製作助理：梁樂瑤 服裝設計：陳家彥 音樂設計：Earl Diamantino Da Silva Cunha Granatin 燈光設計：莫家豪 平面設計：梁樂瑤 演員：呂曉儀、黎乃鏗、陳子瑩、蔣雪婷、劉心妍、劉業健、黃振豐、伍委玲 |
| 2019 | 曉角年度公演 《樓住澳門人》 *2017年曉角委約編劇計劃作品 | 澳門文化中心小劇院 | 編劇 ：王智豪 導演 ：許國權（大鳥） 監製 ：楊彬 舞台及服裝設計 ：盧嘉穎 燈光設計 ：黃樹輝 影像設計 ：葉廷鏗 化妝設計 ：蔣麗瑩 演員 ：劉宇亨、劉婉薇、陳雅雯、蔡玉婷、歐陽月珊、Ambrosio Souza、陳詩頴、鄭儉倫、源汶儀、楊關妙姬、倫小慧、鄭秀君、李迪心 |
| 2019 | 第30屆澳門藝術節 《鏡花轉 Kaléidoscope》 | 澳門文化中心小劇院 | 聯合製作：曉角話劇研進社（澳門）、演摩莎劇團（台灣） 協辦：怪老樹劇團（澳門）、我愛工作室（馬來西亞）、悠托邦劇場（馬來西亞） 導演：Shaghayegh Beheshti 策劃：許國權、洪珮菁（台灣） 演員：黃栢豪、楊彬、陳智斌、袁一豪、何錦輝、劉雅雯、陳巧蓉、賴佩霞、洪節華、何欣旅、愛美麗亞、黃商權、黃志勇、陳柏廷、劉嘉騏、張閔淳、方亭、劉冠林 （來自澳門、香港、台灣、馬來西亞等地）                                                                   |
| 2019 | 巴西演出 雙語話劇《一條線》 | 巴西里約熱內盧     | 演員：梁展鴻、江欣儀 |
| 2018 | 澳門基金會市民專場演出 《鏡花轉 Kaléidoscope》 *世界著名法國陽光劇團核心團員領軍， 承襲法國陽光劇團五十多年的核心精神與美學理念， 帶領來自亞洲不同地區的專業演員， 呈獻歷時三年的創作成品。 | 澳門文化中心小劇院 | 聯合製作：曉角話劇研進社（澳門）、演摩莎劇團（台灣） 協辦：怪老樹劇團（澳門）、我愛工作室（馬來西亞）、悠托邦劇場（馬來西亞） 總導演：Shaghayegh Beheshtii（Shasha）（法國陽光劇團核心成員） 聯合導演：許國權、洪珮菁（台灣） 創作演員：黃栢豪、袁一豪、陳智斌、楊彬、劉雅雯、何錦輝、陳巧蓉、賴佩霞、愛美麗亞、黃商權、洪節華、何欣旅、陳柏廷、劉峻豪、劉冠林、劉嘉麒、黃大勇、方岫嵐、張閔淳、李潔亭等。（來自澳門、香港、台灣、馬來西亞等地） |
| 2017 | 曉角Longrun劇場《法吻》 *第十五屆香港舞台劇獎最佳劇本獎 2016年曾被袁劍偉改編電影《暗色天堂》， 由張學友與林嘉欣主演， 成為2016年金馬奇幻影展之開幕電影                                      | 南灣舊法院黑盒劇場 | 編劇：莊梅岩(香港) 導演：黃樹輝 監製：楊彬、 方茜 佈景及服裝設計：盧嘉穎 燈光設計：杜國康 音響及音樂設計：梁寶榮 (香港) 製作經理及舞臺監督：李榮杰 演員：楊螢映、陳飛歷、蔡澤民(香港) |
| 2017 | 澳門基金會市民專場《天龍》 *改篇自小說《羅生門》作家芥川龍之介兩篇短篇小說《鼻》及《龍》 | 南灣舊法院黑盒劇場 | 編劇：王智豪 導演：許國權 監製：楊彬、方茜 佈景及服裝設計：曾穎慧（馬來西亞） 燈光設計：龍展鵬 音響及音樂設計：陳蔚風 形體指導：莫倩婷 化妝設計：吳思衍 鼓樂指導：黎如琪 演員：梁展鴻、張家樵、關妙姬、趙啟業、劉雲峰、李芯怡、歐陽月珊、高展聰、陳艷芬、陳海燕、李晞晴 |
| 2016 | 曉角Longrun劇場系《Art》 *法國當代喜劇 | 南灣舊法院黑盒劇場 | 編劇：雅絲米娜‧雷扎(法國) 導演：李國威 監製：楊彬、廖嘉豪 舞台及服裝設計：聶雯婷 音樂設計：Akitsugu Fukushima 燈光設計：杜國康 化妝設計：A-Z Make up Production 技術總監：林俊熠 演員：黃栢豪、曾韋迪、楊彬 |
| 2016 | 曉角LongRun劇場《二月廿九》 *港澳戲劇匯演最佳劇本奬 | 南灣舊法院黑盒劇場 | 編劇：李宇樑 導演：莫家豪 監製：楊彬 舞台及服裝設計：曾穎慧 燈光設計：梁順裕 演員：源汶儀 |
| 2016 | 曉角Longrun劇場《收信快樂》 *百老匯愛情經典 | 南灣舊法院黑盒劇場 | 編劇：艾伯特•拉姆斯德尔•格尼 翻譯：李盈盈 導演：莫家豪 監製：楊彬 舞台及服裝設計：林嘉碧 燈光設計：林俊熠 演員：黃栢豪、林穎詩 |
| 2016 | 曉角四十年經典《虛名鎮》 | 澳門文化中心小劇院 | 劇作家：李宇樑 導演：許國權 舞台設計：盧嘉穎 燈光設計：龍展鵬 服裝設計：聶雯婷 化妝設計： A-Z Makeup Production 髮型設計：鄒家祥髮型團隊 演員：鄭繼生、王智豪、秦顯偉、盧培良、許少榮、劉雲峰、關燕芬、鄭麗貞、關妙姬、程月寶、黎美娟、陳海燕、梁艷芳、歐陽兆樺、余明生、袁惠清 |
| 2016 | 第27屆澳門藝術節《水滸英雄之某甲某乙》 | 澳門文化中心小劇院 | 編劇：李宇樑 導演：許國權 監製：楊彬 粵劇藝術指導：盧少貞 擊樂領班：鄧子健 燈光設計：梁順裕 佈景設計：龍展鵬 服裝設計：盧嘉穎 合作團體：澳門新鳴聲粵劇曲藝會、澳門東方武術學會（戲劇曲藝組） 演員：源汶儀、劉宇亨、張家樵、吳嘉偉、張如意、江欣儀、梁展鴻、嚴小惠、霍嘉珩、梁翠瑜、陳海燕、金妤等 |
| 2015 | 新晉導演系列《兩個她》 | 曉角實驗室         | 導演：陳海燕 編劇：劉雅雯 藝術及創作指導：莫家豪 監製：楊彬 舞台及服裝設計：Ync 燈光設計：梁順裕 演員：劉雅雯、塵雅正 |
| 2015 | 新晉導演系列《半天吊的流浪貓》 | 曉角實驗室         | 監製：楊彬 編劇：陳煒雄 導演：鄧碧怡 舞台佈景設計：丁加敏 燈光設計：譚樂棉 音樂設計：Picardy Third 服裝設計：潘詠儀 化妝設計：林浩行 演員：陳兆銘、古光源、林美琪、何芷遊、容卡達、周鎧妍 |
| 2015 | 曉角Longrun劇場《杏仁豆腐心》 *日本奧斯卡、岸田戲劇奬、鶴屋南北戲劇奬最佳編劇鄭義信作品 | 南灣舊法院黑盒劇場 | 翻譯：林于竝 導演：陳飛歷 演員：梁建婷、梁奮佳 |
| 2015 | 葡萄牙斯高蘭杜舞蹈劇場《愛在荊棘花瓣中》 | 曉角實驗室         | 編舞、戲劇指導、舞台及服裝設計：André Braga, Ainhoa Vidal, Cláudia Figueiredo 作曲：Pedro Gonçalves, João Cardoso 樂師：Pedro Gonçalves, João Cardoso, Alexandre Frazão 燈光設計：Francisco Tavares Teles 音效設計：André Pires 塑膠結構製作：Nuno Brandão 聯合創作：Circolando, Teatro São Luiz (Lisboa), Centro Cultural Vila Flor (Guimarães), Teatro Nacional São João (Porto) 駐場創作： Centro Cultural Vila Flor (Guimarães)              |

##### 演出（2010-2014）
| 2014 | 曉角Longrun劇場《肺人》 *2011年獲華盛頓海倫・海斯奬最佳劇本 2012年獲英國戲劇奬最佳劇本提名      | 南灣舊法院黑盒劇場 | 劇作家：鄧肯・麥克米倫（英國） 導演：譚智泉 監製：楊彬 舞台及服裝設計：盧嘉穎 音樂設計：譚智泉 燈光設計：林俊熠 主演：梁建婷、曾韋迪 |
| 2014 | 新晉導演系列《碌架床》 *改編自茹國烈、鄺錦川劇作《床上二三事》                                  | 曉角實驗室         | 導演：歐志恆 改編：歐志恆 監製：楊彬 燈光設計：林俊熠 演員：鄭儉倫 |
| 2014 | 澳門城市藝穗節《爆肝三十》                                                                      | 媽閣如意巷         | 演員：張家樵 |
| 2014 | 曉角Longrun劇場《明年此時》 *改編自加拿大劇作家Bernard Slade 著名情景喜劇“Same Time, Next Year” | 曉角實驗室         | 劇本改編：莫家豪 監製：楊彬 導演：莫家豪 舞台設計：游以德 服裝設計：周翊誠 音樂設計：謝楚趐 演員：黃栢豪、梁建婷 |
| 2014 | 曉角年度黑色喜劇《完蛋的Bug》                                                                   | 澳門文化中心小劇院 | 編劇：李宇樑 導演：莫家豪 監製：楊彬 舞台及服裝設計：林嘉碧 音樂設計：陳蔚風 影像設計：Raymond Nogueira 燈光設計：杜國康 化裝設計：A-Z Make up Production 演員：許國權、梁恩倩、吳嘉偉、陳巧蓉 |
| 2013 | 曉角Longrun劇場《哈姆雷特鳴奏曲》 *跨媒體劇目                                                   | 曉角實驗室         | 導演 / 編劇 / 舞台設計：鄭繼生 監製：楊彬 音樂：Forget the G 編舞：賴燕廣 服飾設計：紫衣 化妝及髮型設計：洪盈盈 多媒體設計：Jacky 演員：秦顯偉、賴燕廣、陳兆銘、劉雲峰、劉國友、關妙姬、溫詩婷、劉楚華、廖國楝 |
| 2013 | 新晉導演系列《當她遇上他》 *音樂故事                                                            | 曉角實驗室         | 協辦：澳門無疆界青年協會 編導：鄭麗貞 監製：楊彬、陳詩琪 副導演：趙崇曦 製作經理：趙崇灝 音樂監製：林偉雄、胡基業 美術總監：李永漢 燈光設計：鄭國雄 髮型設計：鄒家祥 影像設計：黃建平、趙崇曦 演員：李曉慧、歐陽日華、林萬靈、黃曉南、張彤彤、楊迦禧、趙崇灝、趙崇曦、周麗玲、謝瑩瑩、梁健邦、胡劍超                                                                                                |
| 2013 | 第24屆澳門藝術節《通知書》 *東歐名作 「總統」劇作家瓦茨拉夫．哈維爾，一生傳奇                   | 南灣舊法院         | 編劇：瓦茨拉夫·哈維爾 Vaclav Havel 聯合導演：許國權（大鳥）、盧惠儀 演員：吳嘉偉、鄭儉倫、朱詠沁、梁兆富、劉雲峰、李兆生、戴顯揚、黃穎駿、鄭嘉豪、湯泳虹、楊麗虹、陳展鵬等。 |
| 2013 | 新晉導演系列《寫給第237個人的一封隨意信》                                                       | 曉角實驗室         | 編導：李盈盈 演員：李嘉儀、黄詠芝、歐志恆、杜嘉慧、孫善雅、梁芷恩、梁靜儀、梁靜雯、張炳豪、馮禮娟 |
| 2013 | 曉角年度演出《金光大道之On Fire S.H.E.》                                                        | 澳門文化中心小劇院 | 導演：許國權 監製：楊彬、陳詩琪 舞蹈總監：ZEAL 燈光設計：龍展鵬 佈景設計：黃愛國 化妝設計：A-Z Makeup Production 歌曲創作：曾慶欣 音樂設計 : 梁偉豪 演員：張如意、高凱琳、劉詠賢、吳嘉偉、袁一豪、鄭儉倫、戴顯揚、馬曼莉、蘇俏慧、黃小婷、張綺華、馮露沙、朱詠沁、孫善雅、蕭啟芝、歐陽月珊、金妤、劉其歡、陳展鵬、張家樵、莫家豪、張奕錡、黃穎駿、劉雲峰                                            |
| 2013 | 澳門基金會市民專場演出《世界末日過了嗎？》                                                      | 澳門文化中心小劇院 | 編導：許國權 監製：陳詩琪 演員：吳嘉偉、鄭儉倫、張家樵、梁翠瑜、鄭麗貞、張美珊、關妙姬、李芯怡、梁兆富、李思思、劉雲峰、陳展鵬、陳豔芬等 |
| 2012 | 第23屆澳門藝術節《末代貴妃》                                                                    | 崗頂劇院           | 編導：鄭繼生 監製：陳詩琪 顧問：原廷秀(本澳粵劇界名宿)、李超莉(前珠海粵劇團團長)、馬若龍(本澳建築師兼藝術家) 佈景設計：馮家瑜（香港） 燈光設計：余振球（香港） 戲曲身段設計：李超莉（珠海） 擊樂設計：原廷秀 音樂設計：Gary Tang 錄像設計：張家樵 化妝設計：隆依穎 髮型設計：鄒家祥 服裝製作：日丹藝舍 演員：原廷秀、馬少薇、袁惠清、何永華、岑美娟、黃天俊、盧少貞、鄭麗貞、劉雲峰、關妙姬、陳小玉 |
| 2012 | 曉角年度演出《世界末日到了嗎？》                                                                | 澳門文化中心小劇院 | 監製：陳詩琪 編導／佈景設計：許國權 燈光設計：龍展鵬 服裝設計：李玉司 化妝及髮型設計：李祉霖 影像設計／宣傳片製作：張家樵 演員：鄭儉倫，張家樵，李思思，梁翠瑜，張美珊，劉雲峰，李芯怡，吳嘉偉，鄭麗貞，梁兆富，關妙姬 |
| 2012 | 新晉導演系列《蔡．蔡子》                                                                        | 曉角實驗室         | 聯合導演、演員：蔡玉婷、歐志恆、歐業楠 |
| 2012 | 新晉導演系列《一輩子的戀愛》                                                                    | 曉角實驗室         | 導演：李盈盈 編劇：趙敏 演員：許嘉潤、聶寧峰、杜嘉慧、黃嘉麗、湯焯言、張炳豪、張穎銦 |
| 2011 | 第八屆華文戲劇節《七十三家半房客之澳門奇談》                                                    | 澳門文化中心小劇院 | 導演：許國權 編劇：許國權 |
| 2011 | 新晉導演系列《菲比變形記—變奏版》                                                               | 曉角實驗室         | 導演：黄詠芝 編劇：黄詠芝 演員：區凱恩、劉宇亨、李志輝、楊子琦、梁嘉慧、霍嘉珩、張炳豪 |
| 2011 | 創藝導演之二《她和她》                                                                          | 曉角實驗室         | 導演：盧惠儀 |
| 2011 | 創藝導演之一《九個半夢之後》                                                                    | 曉角實驗室         | 導演：鄭儉倫 |
| 2011 | 《愛在濠城》 *改編自莎士比亞作品                                                                | 崗頂劇院           | 導演：鄭繼生 編劇：鄭繼生 |
| 2010 | 《七十三家半房客之澳門奇談談上談》                                                              | 澳門文化中心小劇院 | 導演：許國權 |
| 2010 | 《聚龍通津》                                                                                    | 澳門文化中心小劇院 | 導演：鄭繼生 |
| 2010 | 《阿dum一家看海的日子》                                                                         | 曉角實驗室         | 導演：鄭儉倫 |
| 2010 | 《公雞查理AND核戰守則》                                                                         | -                  | - |
| 2010 | 《73家半》                                                                                      | -                  | - |
| 2010 | 《星星的時間》                                                                                  | -                  | - |
| 2010 | 《想死》                                                                                        | -                  | - |
| 2010 | 《花與劍》                                                                                      | -                  | - |

##### 演出（2005-2009）
| 2009 | 《溶爐》                | -                  | -                            |
| 2009 | 《七十三家半房客》      | -                  | -                            |
| 2009 | 新晉導演系列            | -                  | 導演：陳世平，鄭冬           |
| 2008 | 《七十三家半房客》      | -                  | -                            |
| 2008 | 新晉導演系列            | -                  | 導演：張家樵                 |
| 2008 | 《聚龍通津》            | -                  | 導演：鄭繼生                 |
| 2008 | 《黑盒劇場》            | 澳門文化中心       | 導演：盧惠儀                 |
| 2008 | 《暴風雨》              | -                  | -                            |
| 2008 | 《愛‧回憶》             | -                  | -                            |
| 2008 | 《請於信號後留下口訊》  | -                  | -                            |
| 2008 | 《滅諦》                | -                  | 編劇: 李宇樑                 |
| 2008 | 新晉導演系列            | -                  | 導演：鄭秀君                 |
| 2008 | 新晉導演系列            | -                  | 導演：鄭冬                   |
| 2008 | 《雙人戲小劇場》        | -                  | 演員：許國權、鄭繼生、王智豪 |
| 2007 | 《73.5家房客》          | -                  | -                            |
| 2007 | 《捕風中年》            | -                  | -                            |
| 2007 | 華文戲劇節              | -                  | -                            |
| 2007 | 《無飯食》              | -                  | -                            |
| 2007 | 《唐三藏》              | -                  | -                            |
| 2007 | 《幽媾》                | -                  | -                            |
| 2007 | 《滅諦》                | 澳門文化中心小劇院 | 編劇: 李宇樑                 |
| 2007 | 《三個朋友》            | 香港牛池灣文化中心 | 導演: 許國權                 |
| 2006 | 新加坡林泓瑋獨角戲      | 曉角實驗室         | 導演: 林泓瑋                 |
| 2006 | 《三個朋友》            | 澳門文化中心小劇院 | 導演: 許國權                 |
| 2006 | 《一個人在台上》        | 曉角實驗室         | -                            |
| 2006 | 《鬱金香的雪印》        | 曉角實驗室         | 導演: 盧惠儀                 |
| 2005 | 《一個人在台上 生死界》 | -                  | -                            |

##### 演出（2000-2004）
| 2004 | 《酒神樂與怒》           | 澳門             | - |
| 2004 | 《上帝說‧有光‧便有了光》 | 上海，廣州，澳門 | - |
| 2003 | 《天下功夫出少林》       | -                | - |
| 2003 | 《義海雄風》             | -                | - |
| 2002 | 《天空》                 | -                | - |
| 2002 | 《尋找蘭陵天》           | -                | - |
| 2002 | 《蘭陵王》               | -                | - |
| 2002 | 《另一個阿肯的Soroya》   | 上海             | - |
| 2002 | 《阿肯的Soroya》         | 新加坡，澳門     | - |
| 2001 | 《我無法接觸的貞德》     | -                | - |
| 2001 | 《尋找貞德的三個演員》   | -                | - |
| 2001 | 《貓屎肖佳人》           | -                | - |
| 2001 | 《夢劇場》               | -                | - |
| 2000 | 《Y2K青春戰士》          | 杭州             | - |
| 2000 | 《水滸傳英雄之某甲某乙》 | 台灣             | - |
| 2000 | 《莊周蝴蝶夢》           | 葡國依耐斯       | - |

##### 演出（1995-1999）
| 1999 | 《巴士奇遇結良緣》                             | -                     | - |
| 1999 | 《早安我的城市》                               | 葡國Almada            | - |
| 1999 | 《麥克白vs麥克白》                             | 上海                  | - |
| 1999 | 《我若為王》                                   | -                     | - |
| 1998 | 五．四青年節《烽火年代》                       | 永樂戲院              | 編劇：許國權 導演：許國權 演員：林偉彤,陳世平,何少媚                                                                                      |
| 1998 | 花城公園開幕《樹之歌》                         | 氹仔花城公園          | 編劇：許國權 導演：許國權 演員：李潔瑩,莫惠玲,龍展鵬                                                                                      |
| 1998 | 《海．種子島》 *澳、葡、日三地聯會製作         | 葡國里斯本世界博覽會  | 編劇：許國權 導演：鄭繼生 演員：陳世平,馮瑞芳,林偉彤,歐夢秋,馮瑞璋,梁小花,黃石峰,倫小慧, 莫慧玲,源汶儀,胡松偉,龍展鵬,鄭麗貞,劉婉薇,蔡玉婷 |
| 1998 | 環保日《在那遙遠的地方》                       | 二龍喉公園            | 編劇：許國權 導演：許國權 演員：林偉彤,胡松偉,馮瑞璋                                                                                      |
| 1998 | 全澳短劇匯演《樹之歌》 *優勝演出               | 利宵中學,演藝學院     | 編劇：許國權 導演：鄭繼生 演員：袁碧玲,莫惠玲,馮瑞璋                                                                                      |
| 1998 | 露天劇場《伊狄帕斯王》 *原著:索福克里斯 (希臘) | 大三巴牌坊            | 編劇：許國權 導演：鄭繼生 演員：許國權,林偉彤,王智豪, 何振明,鄭倩濠,胡松偉, 黃石峰,周杰成,歐夢秋, 關燕芬,莫惠玲,倫小慧                    |
| 1997 | 澳門清潔運動《大話西遊Ｑ版》                   | 市政廳前地            | 編劇：鄭繼生 導演：鄭繼生 演員：歐夢秋,劉月笑,雷欣欣, 黃石峰,何健宇,李潔瑩                                                                |
| 1997 | 澳門電台《西遊記(特別版)》                     | 綜藝一館              | 編劇：許國權 導演：周杰成 演員：莫惠玲,黃石峰,袁碧玲                                                                                      |
| 1997 | 《我若為王》 *原著:莎士比亞                    | 綜藝二館              | 編劇：許國權 導演：許國權 演員：鄭繼生,莫惠玲,源汶儀, 倫小慧,陳健琨,胡松偉                                                                |
| 1997 | 香港戲劇匯演《男兒有淚不輕彈》                 | 西灣河文娛中心        | 編劇：鄭繼生 導演：鄭繼生 演員：王智豪,蔡玉婷                                                                                             |
| 1996 | 《少年十五二十時》 *原著:紐西蒙                | 綜藝二館              | 編劇：鄭繼生 導演：鄭繼生 演員：歐夢秋,劉月笑,黃石峰, 李潔瑩,何健宇,梁美玲                                                                |
| 1996 | 澳門戲劇匯演《西西的自白》                     | 綜藝二館              | 編劇：王智豪 導演：王智豪 演員：何振明,崔雪英                                                                                             |
| 1996 | 香港戲劇匯演《媽媽離家了》 *優勝演出           | 上環文娛中心          | 編劇：許國權 導演：許國權 演員：劉婉薇,倫小慧,鄭倩濠                                                                                      |
| 1995 | 《青蛇》 *原著: 李碧華                         | 綜藝二館              | 編劇：鄭繼生 導演：鄭繼生 演員：盧惠儀,何振明,程月寶, 舒展峰,王智豪,許國權, 鄭倩濠,劉婉薇,倫小慧                                          |
| 1995 | 香港戲劇匯演《那天天氣很熱》                   | 香港大學,上環文娛中心 | 編劇：許國權 導演：許國權 演員：鄭倩濠,葉嘉汶,劉婉薇                                                                                      |
| 1995 | 二十週年演出《羅生門》 *原著: 芥川龍之芥       | 崗頂劇院              | 編劇：李宇樑 導演：鄭繼生 演員：鄭繼生,許國權,陳仲蘭, 王智豪,葉嘉汶,鄭倩豪                                                                |
| 1995 | 《羅生門》 *原著: 芥川龍之芥                   | 深圳華夏藝術中心      | 編劇：李宇樑 導演：李宇樑 演員：鄭繼生,許國權,陳仲蘭, 王智豪,葉嘉汶,鄭倩豪                                                                |
| 1995 | 澳門戲劇匯演《黃老太之晚五朝五》 *改編作品     | 綜藝二館              | 編劇：王智豪 導演：王智豪 演員：源汶儀,劉婉薇,馮瑞芳, 歐夢秋,陳靄華,黎莉娜                                                                |
| 1995 | 實習演出《時間證人》                           | 海星中學              | 編劇：李宇樑 導演：胡松偉 演員：李影慧,舒展峰,譚耀明                                                                                      |
| 1995 | 實習演出《殺夫記》                             | 海星中學              | 編劇：李宇樑 導演：關燕芬 演員：黎莉娜 |
| 1995 | 實習演出《我係亞媽》                           | 海星中學              | 編劇：許國權 導演：馮瑞芳 演員：陳靄華,劉嘉琳,許偉強                                                                                      |

##### 演出（1990-1994）
| 1994 | 《二月廿九》                                    | 香港大會堂圖書館(中文戲劇評論比賽) 崗頂劇院(我和中英有個約會) 上環文娛中心(香港戲劇匯演優勝演出) | 編劇: 李宇樑 導演: 李宇樑 演員: 源汶儀                                                                      |
| 1994 | 澳門戲劇匯演《紅燈黃綠青藍紫》                  | 綜藝二館                                                                                         | 編劇: 胡松偉 導演: 胡松偉 演員: 陳志明,倫小慧,葉嘉汶                                                        |
| 1994 | TDM十週年台慶《MTV600時事雜誌》                 | 綜藝一館                                                                                         | 編劇: 李宇樑 導演: 許國權 演員: 盧惠儀,胡松偉,鄭倩濠                                                        |
| 1993 | 《二月廿九》                                    | 香港大學(青年劇場)                                                                               | 編劇: 李宇樑 導演: 李宇樑 演員: 源汶儀                                                                      |
| 1993 | 澳門戲劇匯演《二月廿九》 *優勝演出              | 綜藝二館                                                                                         | 編劇: 李宇樑 導演: 盧耀華 演員: 源汶儀                                                                      |
| 1993 | 《地獄變》 *原著:芥川龍之芥                     | 綜藝二館                                                                                         | 編劇: 李宇樑 導演: 李宇樑 演員: 許國權,關燕芬,黎美娟, 鄭繼生,程月寶,袁惠清, 王智豪,鄭倩濠                   |
| 1993 | 香港戲劇匯演《亞當&夏娃的意外》                 | 香港大學,上環文娛中心 綜藝二館(戀曲’93(港澳 匯演))                                               | 編劇: 李宇樑 導演: 李宇樑 演員: 盧惠儀,鄭子航                                                               |
| 1993 | 《沙膽大娘》 *原著: 布萊希特                    | 綜藝二館                                                                                         | 編劇: 鄭繼生 導演: 鄭繼生 演員: 劉婉薇,林偉彤,關燕芬, 許國權,王智豪,源汶儀, 陳兆銘,陳世平,胡松偉            |
| 1993 | 《一九八四》 *原著: 喬治歐威爾                  | 綜藝二館                                                                                         | 編劇: 王智豪 導演: 王智豪 演員: 馮瑞芳,鄭倩濠,胡松偉                                                        |
| 1993 | 露天劇場《大話西遊》 *原著: 吳承恩 共同創作劇目 | 新麗華廣場                                                                                       | 導演: 鄭繼生, 盧耀華, 王智豪, 許國權 演員: 鄭繼生,蔡玉婷,馮瑞芳, 程月寶,許國權,倫小慧, 關燕芬,莫惠玲,胡松偉 |
| 1993 | 澳門戲劇匯演《男兒當自強》                      | 綜藝二館                                                                                         | 編劇: 李宇樑 導演: 陳偉新 演員: 許國權,袁惠清                                                               |
| 1992 | 香港戲劇匯演《我係亞媽》                        | 上環文娛中心 綜藝二館(喜劇連篇)                                                                  | 編劇: 許國權 導演: 許國權 演員: 源汶儀,鄭倩濠,倫小慧                                                        |
| 1992 | 《男兒當自強》                                  | 綜藝二館(喜劇連篇)                                                                               | 編劇: 李宇樑 導演: 陳偉新 演員: 許國權,袁惠清                                                               |
| 1992 | 《蝶衣(霸王別姬)》 *原著: 李碧華                | 綜藝二館                                                                                         | 編劇: 鄭繼生 導演: 鄭繼生, 許國權 演員: 鄭繼生,蕭金安,關燕芬, 林偉彤,許國權,鄭子航, 鄭麗貞,胡松偉,陳兆銘    |
| 1991 | 新秀劇場 《我係亞媽》                           | 慈幼中學                                                                                         | 編劇: 許國權 導演: 許國權 演員: 源汶儀,鄭倩濠,倫小慧                                                        |
| 1991 | 澳門戲劇匯演《天龍》 *原著:芥川龍之芥           | 綜藝二館                                                                                         | 編劇: 王智豪 導演: 王智豪 演員: 鄭繼生,林偉彤,馮瑞芳                                                        |
| 1991 | 《天龍八部》 *原著:金庸                         | 綜藝二館                                                                                         | 編劇: 李宇樑 導演: 李宇樑 演員: 鄭繼生,許國權,袁惠清, 關燕芬,程月寶,陳仲蘭, 何文,何少媚,王智豪              |
| 1991 | 《人間世(陰曹地府)》                            | 綜藝二館                                                                                         | 編劇: 李宇樑 導演: 李宇樑 演員: 鄭繼生,蕭金安,林偉彤                                                        |
| 1990 | 《陰曹地府》                                    | 葡國里斯本 葡國Coimbra大學(葡國科英布拉戲劇節)                                                   | 編劇: 李宇樑 導演: 李宇樑 演員: 鄭繼生,蕭金安,程月寶, 林偉彤,王智豪,鄺國新                                  |
| 1990 | 戲劇匯演《回歸》                                | 綜藝二館(澳門戲劇匯演) 上環文娛中心(香港戲劇匯演)                                                | 編劇: 許國權 導演: 鄭繼生 演員:蕭金安,鄭倩濠,周杰成, 許國權                                                 |
| 1990 | 勞工署特備演出《田田的電視王國》 *兒童創作劇    | 綜藝一館                                                                                         | 編劇: 李宇樑 導演:許國權, 馮瑞芳 演員:關燕芬,袁惠清                                                         |
| 1990 | 慶祝五一《第一天》                              | 白鴿巢公園                                                                                       | 編劇: 許國權 導演:許國權 演員:周杰成,莫惠玲                                                                 |
| 1990 | 聯歡匯演《殺夫記》                              | 康樂館劇場                                                                                       | 編劇: 許國權 導演:許國權 演員:周杰成,林偉彤,劉婉薇                                                          |
| 1990 | 沙田戲劇匯演《第九個半夢》                      | 沙田大會堂                                                                                       | 編劇: 許國權 導演:許國權 演員:許國權,馮瑞芳,王智豪                                                          |

##### 演出（1985-1989）
| 1989 | 新秀劇場《擠》                             | 聖若瑟中學                                             | 編劇: 許國權 導演:許國權 演員:源汶儀,陳志明,倫小慧                                            |
| 1989 | 《慾望號農庄》 *原著: 喬治歐威爾           | 綜藝二館                                               | 編劇:鄭繼生 導演:鄭繼生 演員:蕭金安,盧耀華,袁惠清, 袁國榮,許國權,關燕芬                       |
| 1989 | 《砂丘之女》 *原著: 安部宮房               | 綜藝二館 香港大學(港澳匯演) 上環文娛中心(香港戲劇匯演) | 編劇:李宇樑 導演:李宇樑 演員:鄭繼生,盧少貞                                                    |
| 1989 | 《羅生門》 *原著: 芥川龍之芥               | 廣州南方戲院                                           | 編劇:李宇樑 導演:李宇樑 演員:鄭繼生,袁惠清,許國權, 王智豪,蕭金安,劉澤彬                       |
| 1989 | 第二度劇場《我就是這樣塑造角色》 *改編劇目 | 崗頂劇院                                               | 編劇:王智豪 導演:王智豪 演員:林偉彤,周杰成,程月寶, 李景鈿                                     |
| 1989 | 第二度劇場《第九個半夢》                   | 崗頂劇院                                               | 編劇:許國權 導演:許國權 演員:許國權,馮瑞芳,盧耀華                                             |
| 1989 | 第二度劇場《斷鳶》                         | 崗頂劇院                                               | 編劇:盧耀華 導演:盧耀華 演員:鄭冬,莫惠玲,林偉彤, 周杰成                                       |
| 1988 | 第二度劇場《羅生門》 *原著: 芥川龍之芥     | 綜藝二館                                               | 編劇:李宇樑 導演:李宇樑 演員:鄭繼生,袁惠清,許國權, 王智豪,蕭金安,劉澤彬                       |
| 1988 | 港澳戲劇匯演《冥中行》                     | 綜藝二館                                               | 編劇:李宇樑 導演:李宇樑 演員:許國權,陳仲蘭,陳世平                                             |
| 1988 | 第一屆澳門藝術節《馬》 *原著: 彼得．舒化   | 綜藝二館                                               | 編劇:鄭繼生 導演:鄭繼生 演員:許國權,鄭繼生,王智豪, 盧少貞,汪綺玲                              |
| 1987 | 香港戲劇匯演《冥中行》                     | 牛池灣劇院                                             | 編劇:李宇樑 導演:李宇樑 演員:許國權,陳仲蘭,陳世平                                             |
| 1987 | 《核戰守則》                               | 東亞大學                                               | 編劇:古天農 導演:王智豪 演員:黎美娟,何耀光                                                    |
| 1987 | 港澳戲劇匯演《公雞查理》 *改編劇目         | 崗頂劇院                                               | 編劇:李宇樑 導演:李宇樑 演員:陳世平,袁國榮,黎美娟                                             |
| 1987 | 《逆旅(二)》                               | 崗頂劇院 牛池灣劇院(香港戲劇匯演)                      | 編劇:李宇樑 導演:李宇樑 演員:鄭繼生,盧耀華,盧少貞                                             |
| 1987 | 新秀劇場《馬》 *原著: 彼得．舒化           | 崗頂劇院                                               | 編劇:鄭繼生 導演:鄭繼生 演員:許國權,陳世平,鄧旭華, 盧少貞,馮瑞芳,汪綺玲, 程月寶,唐瑞洪,張東遠 |
| 1987 | 春節匯演《車站》 *原著: 高行健             | 崗頂劇院                                               | 編劇:李宇樑 導演:李宇樑 演員:張碧天,劉澤                                                      |
| 1987 | 綜合晚會《亞龍的故事》                     | 崗頂劇院                                               | 編劇:李宇樑 導演:李宇樑 演員:蔡玉婷,陳持興                                                    |
| 1987 | 綜合晚會《我係發燒友》                     | 崗頂劇院                                               | 編劇:鄭繼生 導演:鄭繼生 演員:鄭繼生,鄭麗貞,梁錦霞                                             |
| 1987 | 綜合晚會《紅白大賽(第三屆)》               | 崗頂劇院                                               | -                                                                                             |
| 1986 | 戲劇匯演《等靈》                           | 崗頂劇院(港澳戲劇匯演) 香港大會堂(香港戲劇匯演)        | 編劇:李宇樑 導演:李宇樑 演員:鄭繼生,袁國榮,鄭麗貞, 莫彩玉,陳仲蘭,盧耀華                       |
| 1986 | 新秀演出《逆旅(一)》                       | 崗頂劇院                                               | 編劇:陳偉新 導演:陳偉新                                                                       |
| 1986 | 《Made in Macau》                          | 廣州暨南大學                                           | 編劇:李宇樑 導演:李宇樑 演員:蕭金安,陳仲蘭                                                    |
| 1986 | 《決》 *改編劇目                           | 東亞大學                                               | 編劇:盧耀華 導演:盧耀華 演員:蕭金安,陳炳慶,陳持興                                             |
| 1986 | 春節匯演《望鄉》                           | 氹仔海寶戲院,崗頂劇院                                  | 編劇:鄭繼生 導演:鄭繼生 演員:鄭麗貞,關燕芬,盧惠儀                                             |
| 1985 | 《裁決》 *原著:巴利．瑞德                  | 東亞大學                                               | 編劇:李宇樑 導演:李宇樑 演員:鄭麗貞,鄭繼生,李宇樑, 黎美娟,盧耀華,雷志江                       |
| 1985 | 《舞台春秋》 *改編劇目                     | 公教大會堂(利瑪竇中學校慶) 東亞大學劇院(國際青年匯演)  | 編劇:鄭繼生 導演:鄭繼生 演員: 莫彩玉,何文,李宇樑, 鄭麗貞                                      |
| 1985 | 工聯晚會《女四娘》                         | 永樂戲院                                               | 編劇:李宇樑 導演:李宇樑 演員:帥敬鏢,尹家仁,盧耀華, 陳仲蘭                                     |
| 1985 | 國青開幕禮《等靈》                         | 公教大會堂                                             | 編劇:李宇樑 導演:李宇樑                                                                       |
| 1985 | 綜合晚會《紅白大賽(第二屆)》               | 海星中學                                               | -                                                                                             |
| 1985 | 華僑報元旦聯歡《雪中蓮》                   | 趙斑斕紀念館                                           | 編劇:鄭繼生 導演:鄭繼生 演員:陳偉新,陳仲蘭                                                    |

##### 演出（1980-1984）
| 1984 | 《玻璃人》                             | 永樂戲院            | 編劇:陳偉新 導演:陳偉新 演員:鄭繼生,杜奕強,吳慧霜, 雷志江,李潔然,梁錦霞           |
| 1984 | 中葡合演《依耐斯(INES)》               | 聖若瑟體育館        | 編劇:阿基達仙那 導演:Carlos(葡國) 演員:鄭繼生,莫彩玉,杜奕強, 尹家仁,李宇樑,何麗嬋 |
| 1984 | 春節匯演《老人與玩偶》                 | 商業學校禮堂        | 編劇:李宇樑 導演:李宇樑 演員:陳美娟,謝國鴻                                        |
| 1984 | 春節匯演《時間證人》                   | 商業學校禮堂        | 編劇:李宇樑 導演:李宇樑 演員:鄭繼生,梁錦霞                                        |
| 1984 | 綜合晚會《紅白大賽(第一屆)》           | 海星中學            | -                                                                                 |
| 1983 | 澳門工展會《工人、管工、機械人》       | 工人球場            | 編劇:李宇樑 導演:李宇樑                                                           |
| 1983 | 《原野》 *原著:曹禺                    | 永樂戲院,公教大會堂 | 導演:李宇樑 演員:薛英豪,鄭麗貞,鄭倩濠, 鄭眉眉,陳持興,李淑貞                       |
| 1983 | 澳門話劇匯演《死巷》                   | 永樂戲院            | 編劇:李宇樑 導演:李宇樑 演員:盧耀華,鄭繼生,莫彩玉                                 |
| 1982 | 第二季演出《來客》                     | 海星中學            | 編劇:鄭繼生 導演:薛英豪，梁錦霞 演員:鄭繼生,雷志江,周惠芳, 鄭倩濠,蔡玉婷,鄺國新   |
| 1982 | 第二季演出《綁》                       | 海星中學            | 編劇:盧耀華 導演:盧耀華, 關妙姬 演員:何文,鄧建興,鄭秀蓮, 盧耀華                   |
| 1982 | 交流演出《怒民》(片段)                 | 盧九春草堂          | 編劇:李宇樑 導演:李宇樑 演員: 鄭繼生,周惠芳                                       |
| 1982 | 第一季演出《時間證人》                 | 海星中學            | 編劇:李宇樑 導演:李宇樑 演員:梁錦霞,鄭繼生                                        |
| 1982 | 第一季演出《最後的一片藤葉》 *改編劇目 | 海星中學            | 編劇:鄭繼生 導演:鄭繼生 演員:莫彩玉,關妙姬,陳偉新,劉慶翔,黎美娟,李錦明            |
| 1982 | 匯演晚會《馬》(片段) *原著:彼德舒化    | 中華教育會          | 編劇:鄭繼生 導演:鄭繼生 演員:許少榮,林桂英                                        |
| 1981 | 實習演出《麥克白》 *原著:莎士比亞      | 工人康樂館          | 導演:鄭繼生 演員:陳美娟,鄭眉眉                                                    |
| 1981 | 實習演出《人民公敵》 *原著:易卜生      | 工人康樂館          | 導演:梁以正 演員:雷志江,莫彩玉                                                    |
| 1981 | 實習演出《雷雨》                       | 工人康樂館          | 編劇:曹禺 導演:李宇樑 演員:關妙姬                                                 |
| 1980 | 實習演出《懸崖上的重陽》               | 工人康樂館          | 編劇:李宇樑 導演:李宇樑 演員:黎美娟,謝國鴻                                        |
| 1980 | 實習演出《受薪者(黑死病)》 *意象劇     | 工人康樂館          | 導演:梁以正 演員:屈少鴻,李廣鴻                                                    |
| 1980 | 實習演出《人約黃昏》 *改編劇目         | 工人康樂館          | 編劇:鄭繼生 導演:鄭繼生 演員:薛英豪,鄭麗貞                                        |
| 1980 | 實習演出《分期付款》                   | 工人康樂館          | 編劇:周樹利 導演:關妙姬 演員:關妙姬                                               |

##### 演出（1975-1979）
| 1979 | 匯演《虛名鎮》(片段)             | 中華教育會 | 編劇:李宇樑 導演:李宇樑 演員:雷志江,梁妙華,鄭麗貞                       |
| 1979 | 《虛名鎮》                       | 永樂戲院   | 編劇:李宇樑 導演:李宇樑 演員:梁以正,李宇樑,周惠芳, 黎美娟,梁妙華,鄭繼生 |
| 1979 | 《人與人之間》                   | -          | 編劇:李宇樑                                                             |
| 1979 | 綜合晚會《門裡門外》             | 公教大會堂 | 編劇:李宇樑 導演:梁以正 演員:關妙姬,李廣鴻,李錦明                       |
| 1978 | 慈善晚會《戲劇路上》 *意念劇     | 公教大會堂 | 編劇:李宇樑 導演:李宇樑 演員:鄭繼生,何文,謝國鴻                         |
| 1978 | 慈善晚會《燄》                   | 公教大會堂 | 編劇:鄭繼生 導演:鄭繼生 演員:鄭繼生,屈少鴻,關妙姬                       |
| 1978 | 《與人之間》                     | 公教大會堂 | 編劇:李宇樑 導演:梁以正                                                 |
| 1978 | 《面具》                         | 公教大會堂 | 編劇:鄭繼生 導演:鄭繼生 演員:鄭繼生.陳偉新,麥環好                       |
| 1978 | 《恭喜發財》                     | 公教大會堂 | 編劇:李宇樑 導演:李宇樑 演員:李宇樑,陳寶瑛,廖靜兒                       |
| 1977 | 青年戲劇匯演《湯姆之死》 *象形劇 | 公教大會堂 | 編劇:李宇樑 導演:李宇樑 演員:鄭繼生,陳寶瑛,林桂英                       |
| 1977 | 實習演出《父歸》                 | 利瑪竇學校 | 編劇:李宇樑 導演:李宇樑 演員:林桂英,李宇樑,陳寶瑛                       |
| 1977 | 實習演出《燄》                   | 利瑪竇學校 | 編劇:鄭繼生 導演:鄭繼生 演員:鄭繼生,關妙姬                              |
| 1977 | 實習演出《父歸》                 | 利瑪竇學校 | 編劇:李宇樑 導演:李宇樑 演員:林桂英,余明生,李宇樑                       |
| 1976 | 戲劇專場《恭喜發財》             | 利瑪竇學校 | 編劇:李宇樑 導演:李宇樑 演員:李宇樑,陳寶瑛,廖靜兒                       |
| 1976 | 戲劇專場《父歸》                 | 利瑪竇學校 | 編劇:李宇樑 導演:李宇樑 演員:鄭繼生,關妙姬,黃英傑 林桂英,余明生,李宇樑  |
| 1976 | 戲劇專場《燄》                   | 利瑪竇學校 | 編劇:鄭繼生 導演:鄭繼生 演員:鄭繼生,關妙姬                              |
| 1975 | 綜合晚會《一張聖誕咭的故事》     | 公教大會堂 | 編劇:李宇樑 導演:李宇樑                                                 |
| 1975 | 綜合晚會《愛園》 *歌舞劇         | 公教大會堂 | 編劇:李宇樑 導演:李宇樑 演員:廖靜兒,陳寶瑛                              |
| 1975 | 綜合晚會《愛的詩篇之子歸》       | 公教大會堂 | 編劇:李宇樑 導演:李宇樑 演員:余明生,黃英傑,關妙姬                       |

##### 演出（1973-1974）
| 1974 | 曉角之夜《警察與小偷》            | 海星中學禮堂   | 編劇:李宇樑 導演:李宇樑 演員:黃英傑,余明生        |
| 1974 | 曉角之夜《罪痕》                  | 海星中學禮堂   | 編劇:李宇樑 導演:李宇樑 演員:廖靜兒,陳寶瑛        |
| 1974 | 戲劇比賽《一張聖誕咭的故事》      | 利瑪竇學校禮堂 | 編劇:李宇樑 導演:李宇樑 演員:廖靜兒,陳寶瑛        |
| 1974 | 戲劇比賽《孤寒財主》              | 利瑪竇學校禮堂 | 導演:黃翰寧 演員:鄭繼生,黃翰寧,謝國鴻             |
| 1974 | 戲劇比賽《父歸》                  | 利瑪竇學校禮堂 | 編劇:李宇樑 導演:李宇樑 演員:余明生,廖靜兒,李宇樑 |
| 1973 | 綜合晚會《妙手回春》 *原著:莫里哀 | 公教大會堂     | 編劇:李宇樑 導演:余明生 演員:林桂英,余明生        |

##### 劇團總監
藝術總監｜許國權
行政總監｜盧耀華
財政總監｜蔡玉婷